# Campeonato Tocantinense 2014
In 2014 werd het 22ste Campeonato Tocantinense gespeeld voor voetbalclubs uit de Braziliaanse staat Tocantins. De competitie werd georganiseerd door de FTF en werd gespeeld van 22 februari tot 8 juni. Interporto werd de kampioen.

## Eerste fase
| Plaats | Club                  | Wed. | W | G | V | Saldo | Ptn. |
| ------ | --------------------- | ---- | - | - | - | ----- | ---- |
| 1.     | Gurupi                | 14   | 8 | 1 | 5 | 21:14 | 25   |
| 2.     | Tocantinópolis        | 14   | 7 | 3 | 4 | 30:19 | 24   |
| 3.     | Palmas                | 14   | 6 | 6 | 2 | 31:23 | 24   |
| 4.     | Interporto            | 14   | 6 | 4 | 4 | 18:11 | 22   |
| 5.     | Tocantins de Miracema | 14   | 5 | 4 | 5 | 23:21 | 19   |
| 6.     | Araguaína             | 14   | 5 | 4 | 5 | 18:21 | 19   |
| 7.     | Colinas               | 14   | 2 | 6 | 6 | 19:34 | 12   |
| 8.     | Guaraí                | 14   | 1 | 4 | 9 | 11:28 | 7    |

|  | Gekwalificeerd voor tweede fase |
|  | Degradatie                      |

## Tweede fase
In geval van gelijkspel gaat de best geplaatste uit de groepsfase door. 
|  | Halve finale   | Halve finale   | Halve finale |   |            | Finale | Finale | Finale |
|  |                |                |              |   |            |        |        |        |
|  | Palmas         | 0              | 1            |   |            |        |        |        |
|  | Tocantinópolis | 0              | 2            |   |            |        |        |        |
|  | Tocantinópolis | 0              | 2            |   | Interporto | 1      | 1      |        |
|  |                |                |              |   | Interporto | 1      | 1      |        |
|  |                | Tocantinópolis | 0            | 0 |            |        |        |        |
|  | Interporto     | Tocantinópolis | 0            | 0 | 2          | 1      |        |        |
|  | Interporto     |                |              |   | 2          | 1      |        |        |
|  | Gurupi         | 0              | 1            |   |            |        |        |        |

Details finale
|             |                  |       |                |  |
| 31 mei Heen | Interporto       | 1 – 0 | Tocantinópolis |  |
| 31 mei Heen | Marcos Paulo 82' |       |                |  |

|              |                |              |            |  |
| 8 juni Terug | Tocantinópolis | 0 – 1        | Interporto |  |
| 8 juni Terug |                | Lourival 59' |            |  |

### Kampioen
| Campeonato Tocantinense de 2014 |
| Tocantins                       |
| ------------------------------- |
| INTERPORTO Kampioen (3° titel)  |